# Острів Крайній
Острів Крайній являє собою невеликий витягнутий з півдня на північ острівець поблизу північно-західного узбережжя острова Муромець, нижче гирла Десни в межах Броварського району Київської області. Його площа 4 га, географічні координати:  50.534764, 30.540568.

## Формування
Острів Крайній являє собою верхівку алювіального «хвоста», який поступово наростав вниз по течі в зоні впадіння Десни до Дніпра. Загалом вся «голова» острова Муромець має аналогічне походження, адже це сукупність більш ранніх «хвостів», що перемежовуються з відмерлими ділянками колишнього русла). На мапі 1910 р. цей алювіальний «хвіст» на північно-західному узбережжі острова Муромця ще не був зазначений. Даний «хвіст», проте в зачатковому стані добре помітно на мапі 1946 р. Інтенсивне відкладання алювію призвело до того, що станом на 1960 р. цей «хвіст» досягнув сучасних розмірів. Станом на цей час його кінець виділився у окремий острів, можливо принаймні частково штучно. Адже абриси протоки між Крайнім і північною частиною алювіального «хвоста» на мапі 1960 р. мають занадто правильний характер. Імовірно тут було спеціально зроблено протоку для входу в Чилімову затоку для контакту базою відпочинку, розташованою між цією затокою та озером Кільнище. У своїх сучасних абрисах острів Крайній помітний на мапі з лоції Дніпра 1982 р. Наразі острів Крайній замикає невелику Чилімову затоку (фактично відмерле русло Десни) у західного узбережжя острова Муромець.

## Природна цінність
Острів Крайній являє собою невисокий піщаний острів який збільшує свою висоту з півдня на північ. Його цінність полягає в тому, що з-за не зарегульованості Десни в районі Крайнього триває природних процесів акумуляції алювію, які тут можна вивчати у довготривалій динаміці. Тут також дуже зручний полігон для вивчення процесів сукцесії – змін рослинних угруповань в залежності від умов. Відповідно поступово тутешні мілини вивищуються над водою і утворюють сучасний острів. В найдавнішій (а відповідно найвищій) своїй частині цей острів вкритий молодим заплавним лісом переважно з верби білої (Salix alba). Дане угруповання тут розвивається в наближених до природних умовах та навесні затоплюється повеневими водами. Угруповання верби білої охороняється Додатком 1 до Резолюції №4 Бернської конвенції (Прирічкові вербові ліси – G1.11), а також Оселищною директивою Євросоюзу: Заплавні вербові ліси (Salicetum albae) разом з прирічковими заростями верб Salicetum triandro-viminalis, код угруповання 91E0-1. 
В травостої цих лісів зростає водно-болотяна рослинність. Уся коса, яка формує Чилімову затоку, кінцем якої є острів Крайній, знаходиться в процесі розвитку. Вздовж західного узбережжя острова Муромець паралельно до неї тягнеться розлога піщана мілина, на якій округлими куртинами вивищуються зарості рогозу. Такі самі куртини рогозу розміщуються вниз за течією від острова Крайній – це фактично наймолодші відклади коси. Згодом вони приєднаються до острова, їх висота зросте і вони заростуть заплавним лісом, який видно за заростями рогозу. На акваторії вздовж берегів острова Крайній панує водна рослинність за участі рідкісного реліктового виду – водяного горіха плаваючого або чиліма. Звідси назва затоки – Чилімова. З часом ця затока зникне, а сам острів приєднається до Муромця.

## Загрози
Неконтрольована рекреація, забір піску для гідронамиву та виробництва цементу, господарське освоєння території.

## Охорона
Острів Крайній не має жодного охоронного статусу, не увійшов до регіонального ландшафтного парку "Дніпровські острови". Пропонується включити цей острів до проектованого заповідного урочища «Кільнище». В перспективі острів має увійти до заповідної зони проектованого Національного природного парку "Дніпровські острови"